# Shari Lapena
Shari Lapena (nacida en 1960) es una novelista canadiense . Es conocida por su novela de suspenso de 2016 The Couple Next Door, que fue un éxito de ventas tanto en Canadá como a nivel internacional.
Lapena, abogada y profesora de inglés antes de comenzar su carrera como escritora, publicó su primera novela Things Go Flying en 2008. Esa novela fue finalista del premio Sunburst en 2009. Su segunda novela, Happiness Economics, fue finalista del Premio Stephen Leacock en 2012.
Su cuarta novela, Un extraño en la casa, se publicó en 2017.

## Obras
- Las cosas van volando (2008)
- Economía de la felicidad (2011)
- La pareja de al lado (2016)
- Un extraño en la casa (2017)
- Un invitado no deseado (2018)
- Alguien a quien conoces (2019)[6]
- Su último día (2020)[7]
- Una familia no tan feliz (2021)
- Aquí todos mienten (2023)
- ¿Pero qué has hecho? (2024)